# قوس آئورت
قوس آئورت یا خم آئورت (به انگلیسی: Aortic arch) قسمتی از آئورت توراسیک بین آئورت بالارو و آئورت پایین رو می‌باشد.
قوس آئورت پشت و چپ به نای طی مسیر می‌کند.

## شاخه‌ها
- شریان براکیوسفالیک[۷]
- شریان کاروتید چپ[۸]
- شریان سابکلاوین چپ[۹]

## تنوع آناتومی

### تنوع در قرارگیری قوس
- قوس آئورت راست گرد[۱۰]
- قوس آئورت دوگانه[۱۰]

### تنوع در جدا شدن شاخه‌ها
- در ۷۵ درصد موارد به حالت نرمال است
- در ۱۵ درصد موارد به صورت bovine type است؛ یعنی شریان براکیوسفالیک و شریان کاروتید مشترک چپ از یک تنه مشترک جدا می‌شوند.
- در ۱۰ درصد موارد شریان کاروتید مشترک چپ از شریان براکیوسفالیک جدا می‌شود.

### تنوع در شاخه‌های اضافه
- شریان تیروئیدی ایما[۱۱] که معمولاً از بین شریان براکیوسفالیک و شریان کاروتید مشترک چپ جدا می‌شود.
- شریان مهره ای چپ[۱۲] که معمولاً از بین شریان کاروتید مشترک چپ و شریان سابکلاوین چپ جدا می‌شود.
- به ندرت شاخه‌های شریان سابکلاوین راست و شریان کاروتید مشترک راست به صورت مستقل از قوس آئورت منشأ می‌گیرند.